# Pilsensee
Pilsensee là một hồ ở Fünfseenland,  Oberbayern, Bayern, Đức. Hồ có độ cao 534 m so với mặt biển, diện tích bề mặt của nó là 1,95 km², có chiều dài khoảng 2,5 km và rộng khoảng 1 km và có độ sâu tối đa là 17 mét. Hồ là  một lưu vực nhánh của sông băng Isar-Loisach trong Kỷ Băng hà. Sau khi sông băng tan chảy, Pilsensee được hình thành có mặt hồ chung với Ammersee ngày nay.

## Địa lý

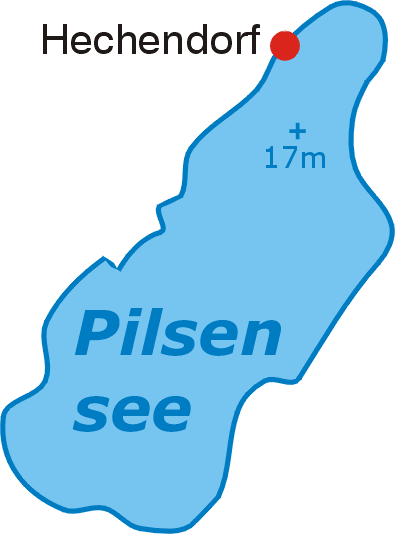
Der Pilsensee mit Hechendorf

Các làng xã tọa lạc ở bờ hồ là Seefeld, Hechendorf und Widdersberg. Ở đồi gần hồ có lâu đài Seefeld, từng là nơi cư trú của công tước von Toerring, dòng họ này đã cai trị những vùng đất xung quanh cả hàng trăm năm.

## Hình ảnh

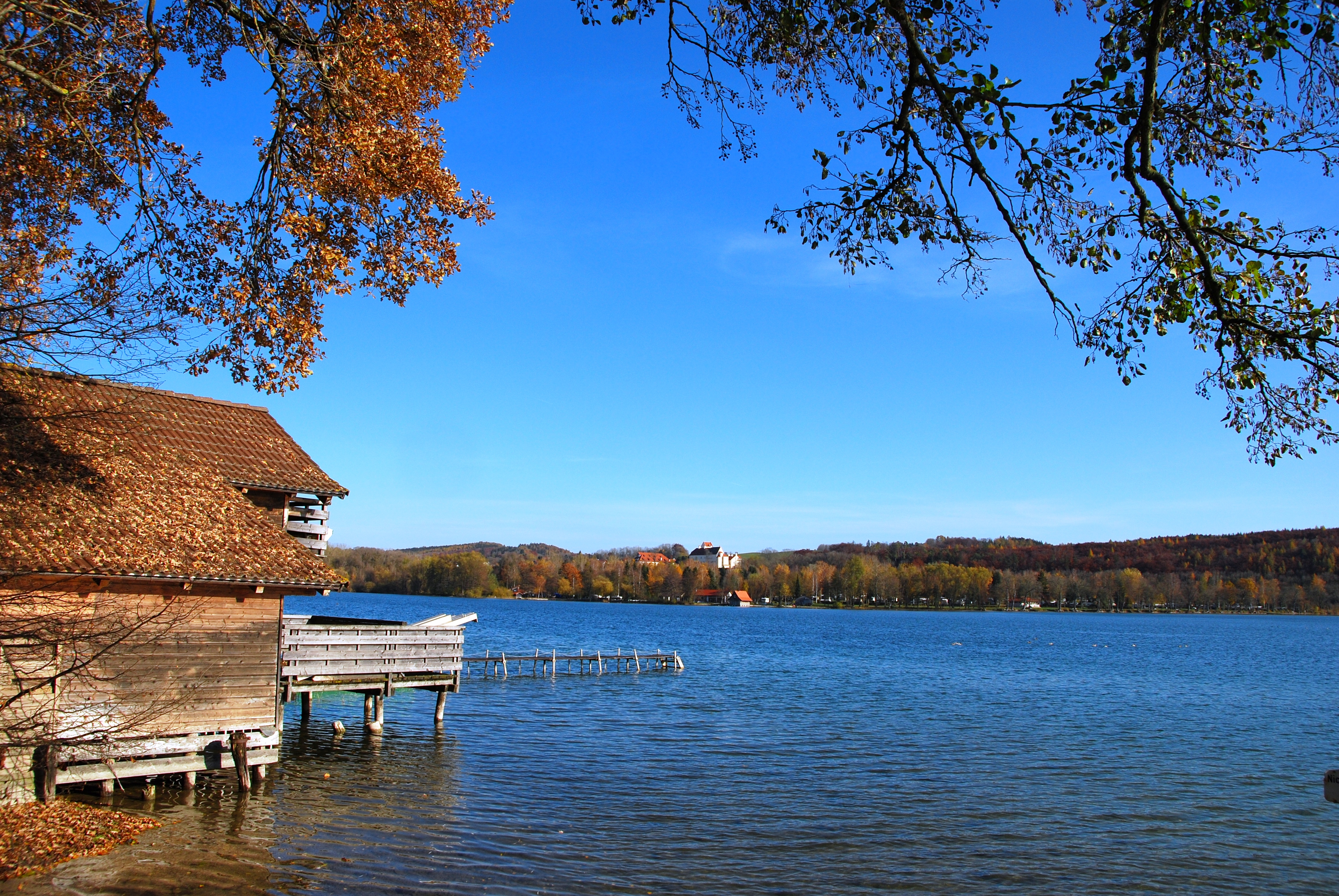
Từ Hechendorf nhìn tới Seefeld ở bờ đông
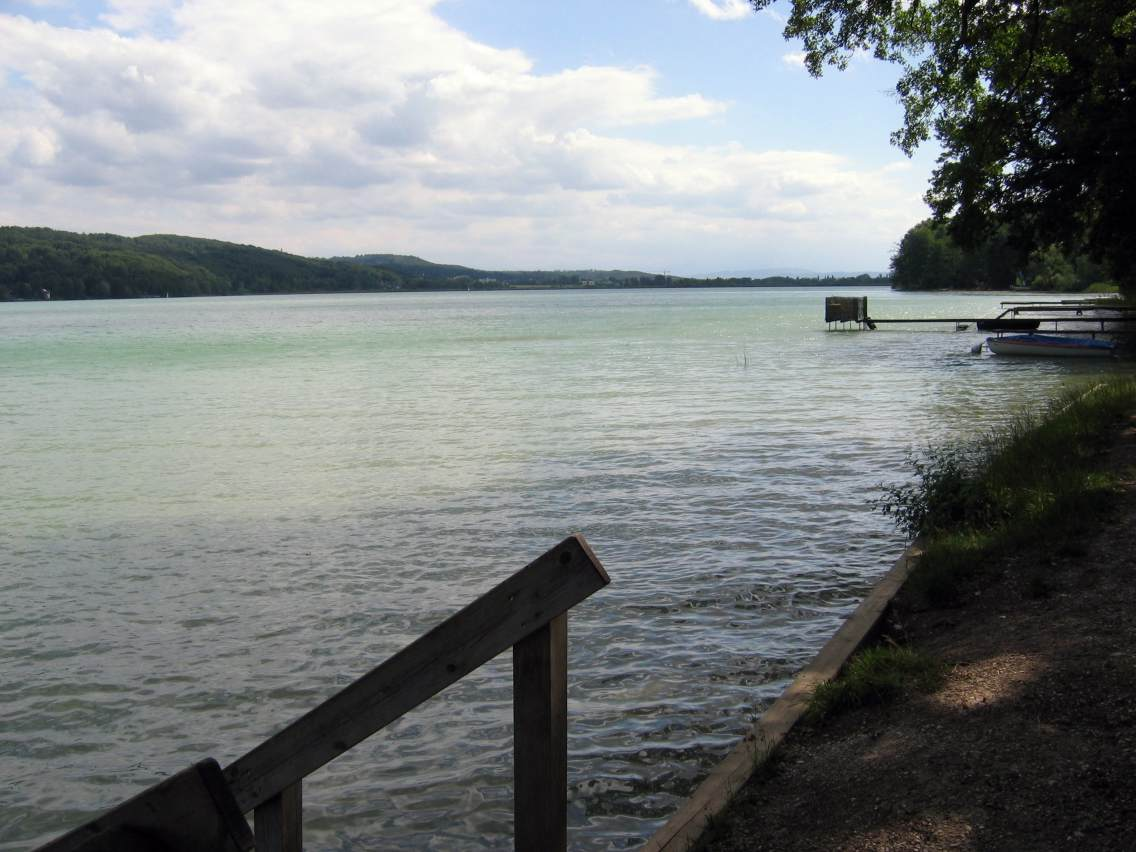
Nhìn từ bãi tắm Hechendorf về phía nam
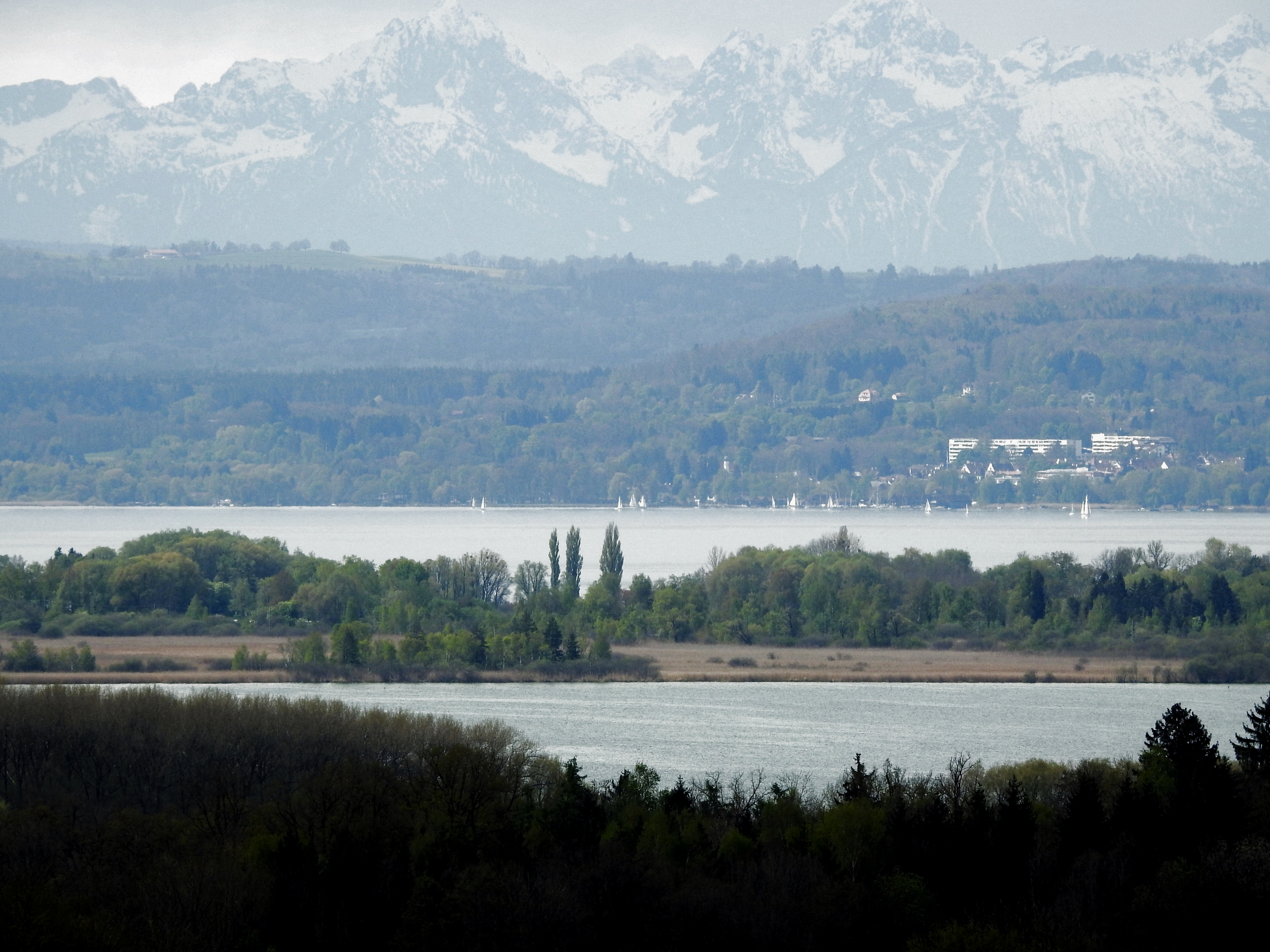
Pilsensee, Herrschinger Moos và Ammersee, đằng sau là Ammergauer Alpen
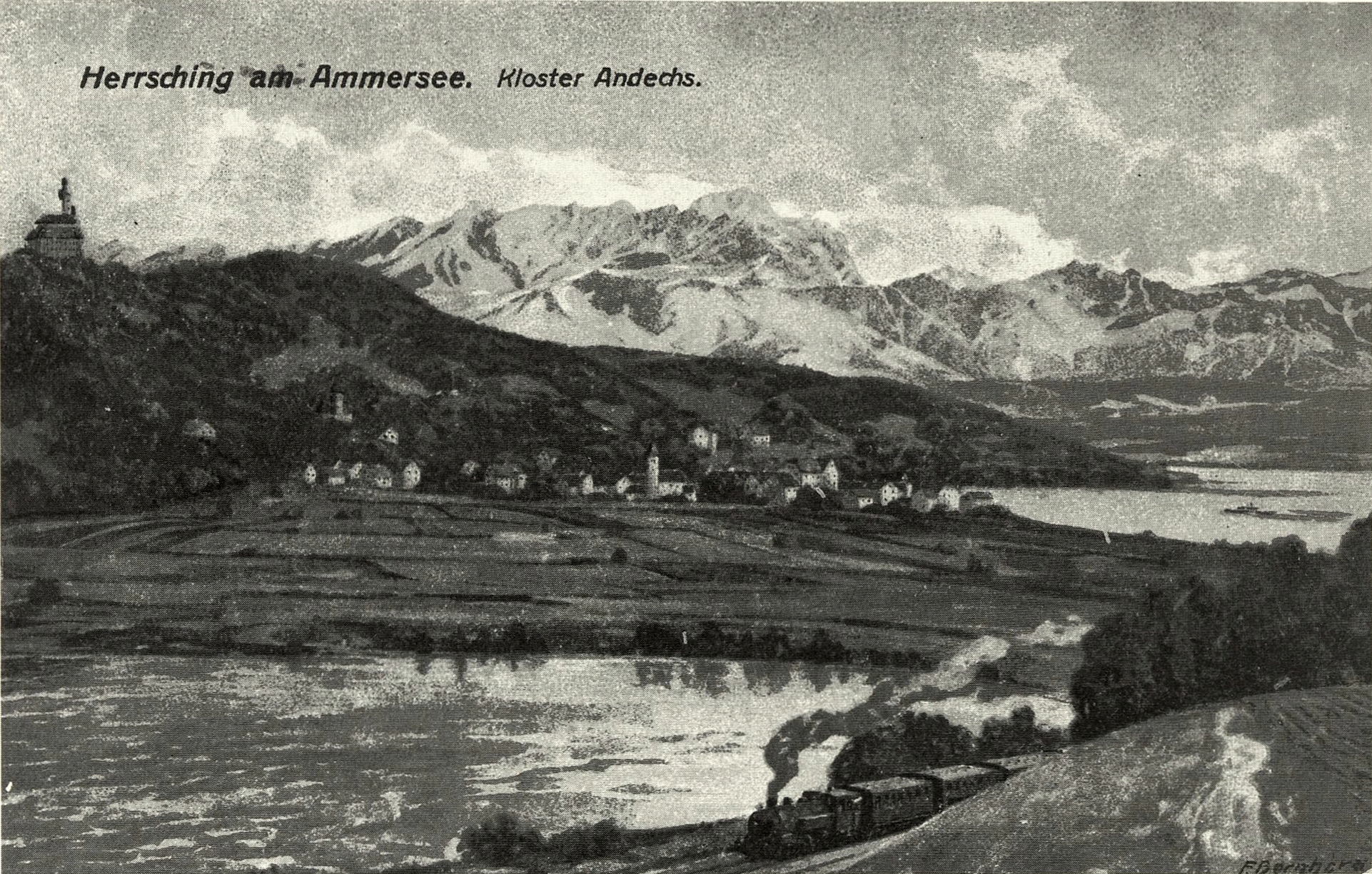
Bưu thiệp 1905, đằng trước bên trái là Pilsensee, chính giữa Herrsching